# ZERO (B'zの曲)
「ZERO」（ゼロ）は、日本のロックユニット、B'zの楽曲。1992年10月7日にBMGルームスより11作目のシングルとして発売された。

## 概要
6thアルバム『RUN』からの先行シングル。
B'zのシングルは4thシングル『BE THERE』以降2曲目を「2nd beat」と表記しているが、本作のジャケットでは「COUPLING WITH : 恋心(KOI-GOKORO)」と表記されている。ただし、CDレーベルには他のシングル同様「2nd beat」と表記されている。
裏ジャケットには薔薇と蝶をあしらったロゴを使用。「B'z」部分は表ジャケットのロゴと共通である。このロゴは6thアルバム『RUN』の裏ジャケットの他、『B'z LIVE-GYM Pleasure '92 "TIME"』及び『B'z LIVE-GYM '93 "RUN"』のステージやメンバーの衣装にも使用された。
発売当時はノンタイアップかつ先行シングルにもかかわらず2週連続で1位を獲得し、131万枚のミリオンセラーとなった。また、ノンタイアップで初動売上61.5万枚は当時の歴代1位であった（オリコン調べ）。
2003年3月26日にリマスタリング、12cm化で再発売された。
発売から約17年後の2009年4月には、表題曲の「ZERO」がキリンビールの発泡酒『麒麟 ZERO』のCMソングに使用された。

## 収録曲
| 全作詞: 稲葉浩志、全作曲: 松本孝弘、全編曲: 松本孝弘・明石昌夫。 |                      |          |            |      |
| #                                                                | タイトル             | 作詞     | 作曲・編曲 | 時間 |
| 1.                                                               | 「ZERO」             | 稲葉浩志 | 松本孝弘   | 4:50 |
| 2.                                                               | 「恋心(KOI-GOKORO)」 | 稲葉浩志 | 松本孝弘   | 3:47 |
| 合計時間:                                                        | 合計時間:            | 8:37     |            |      |

## 楽曲解説
1. ZERO
  - これまでのポップ路線とは大きく異なる、ハードロックとファンクを融合したヘヴィな楽曲[6]。
  - シングル表題曲では「LADY-GO-ROUND」以来のノンタイアップとなっている。
  - 間奏にはB'zでは珍しくラップが取り入れられている。
  - 『B'z LIVE-GYM Pleasure '92 "TIME"』で未発表曲として先行演奏されていた。MVも同ツアーの映像で構成され、稲葉の口の動きや松本の手の動きなどが曲と連動するように編集されている[7]。
  - テレビでは1992年10月16日放送のテレビ朝日系『ミュージックステーション』他、同年12月18日放送の『ミュージックステーションスーパーライブ』でも披露された[8][9]。
  - ライブの定番曲の一つであり、2020年に行われた無観客配信ライブ『B'z SHOWCASE 2020 -5 ERAS 8820-』のDay5内で行われた「B'z LIVE演奏回数ランキング」では、2020年時点で「ultra soul」に次いで演奏回数の多い楽曲として紹介されている[10][11]。リリース以降、2001年に行われた『B'z LIVE-GYM 2001 -ELEVEN-』のアリーナ公演まで毎回欠かさず演奏されていた[注釈 2]。2015年に行われた『B'z LIVE-GYM 2015 -EPIC NIGHT-』では、2人の演奏によるスローなブルースアレンジが披露された。
2. 恋心(KOI-GOKORO)
  - 表題曲とは異なり非常にポップな曲。松本は「『ZERO』を表題曲にできたことで、その対極という位置づけで作った曲」と述べている。
  - 曲名の通り男性の恋心について歌われており、稲葉が当時パーソナリティーを務めたラジオ番組『B'z WAVE-GYM』の番組宛に送られてきた手紙のメッセージに刺激を受けて制作された。
  - 稲葉は歌詞について「松本さんのメロディーを聴いて“胸キュン”な感じがあったので、それを表現しようとした」と語っている[12]。
  - 歌詞に「松本」が登場するが、これは稲葉が洋楽などでは頻繁に人物名が歌詞中に登場していて、そういうものを自分もやってみたかったからだという。
  - ノンタイアップかつオリジナル・アルバム未収録であるが、ファンの人気が非常に高く、ベスト・アルバム『B'z The Best "Treasure"』のファン投票では1位、ベスト・アルバム『B'z The Best "ULTRA Treasure"』では2位にランクインし収録された。
  - 有線ランキングでは表題曲の「ZERO」よりも人気が高かったため、松本は「非常に残念な結果になってしまった」と稲葉と共に語っている。
  - B'zでは珍しく振り付けがある楽曲であり[注釈 3]、2nd Beatの楽曲の中ではライブでの演奏頻度も高い。
  - 1995年に行われた『B'z LIVE-GYM Pleasure '95 "BUZZ!!"』では新たな振り付けが披露されたが、一度きりのお目見えでそれ以降は通常のものに戻っている。
  - 2020年に行われた無観客配信ライブ『B'z SHOWCASE 2020 -5 ERAS 8820-』では、ファンクラブ会員から事前に募集した振り付け動画がスクリーンに映し出された[13][14][15]。

## タイアップ
- キリンビール「麒麟ZERO」（#1）

## 参加ミュージシャン
- 松本孝弘：ギター、全曲作曲・編曲
- 稲葉浩志：ボーカル、全曲作詞
- 明石昌夫：ベース[16][注釈 4]、全曲編曲
- 田中一光：ドラム
- 勝田一樹：サクソフォーン
- 澤野博敬：トランペット
- 野村裕幸：トロンボーン
- 高原由妃：コーラス（#2）
- B+U+M

## 収録アルバム
ZERO
- RUN
- B'z TV STYLE II Songless Version（TV STYLE）
- B'z The Best "Pleasure"
- B'z The Best "ULTRA Pleasure"
- B'z The Best XXV 1988-1998

恋心(KOI-GOKORO)
- B'z TV STYLE II Songless Version（TV STYLE）
- B'z The Best "Treasure"
- B'z The Best "ULTRA Treasure"

## ライブ映像作品
ZERO
- LIVE RIPPER
- "BUZZ!!" THE MOVIE
- once upon a time in 横浜 〜B'z LIVE GYM'99 "Brotherhood"〜
- a BEAUTIFUL REEL. B'z LIVE-GYM 2002 GREEN 〜GO★FIGHT★WIN〜
- Typhoon No.15 〜B'z LIVE-GYM The Final Pleasure "IT'S SHOWTIME!!" in 渚園〜
- B'z LIVE-GYM Hidden Pleasure 〜Typhoon No.20〜
- B'z LIVE-GYM Pleasure 2008 -GLORY DAYS-
- B'z LIVE-GYM 2011 -C'mon-
- B'z LIVE-GYM Pleasure 2013 ENDLESS SUMMER -XXV BEST-
- EPIC DAY（特典DVD）
- B'z LIVE-GYM 2015 -EPIC NIGHT-（ブルースバージョン）
- B'z COMPLETE SINGLE BOX（特典DVD）
- B'z SHOWCASE 2020 -5 ERAS 8820- Day1〜5
- B'z LIVE-GYM 2022 -Highway X-

恋心(KOI-GOKORO)
- "BUZZ!!" THE MOVIE
- a BEAUTIFUL REEL. B'z LIVE-GYM 2002 GREEN 〜GO★FIGHT★WIN〜（アコースティックバージョン）
- Typhoon No.15 〜B'z LIVE-GYM The Final Pleasure "IT'S SHOWTIME!!" in 渚園〜
- B'z LIVE-GYM Hidden Pleasure 〜Typhoon No.20〜
- B'z LIVE-GYM Pleasure 2008 -GLORY DAYS-
- B'z LIVE-GYM 2001 -ELEVEN-
- B'z LIVE-GYM Pleasure 2013 ENDLESS SUMMER -XXV BEST-
- B'z LIVE-GYM Pleasure 2018 -HINOTORI-
- B'z SHOWCASE 2020 -5 ERAS 8820- Day1〜5
- B'z LIVE-GYM Pleasure 2023 -STARS-